# Monarch Airlines

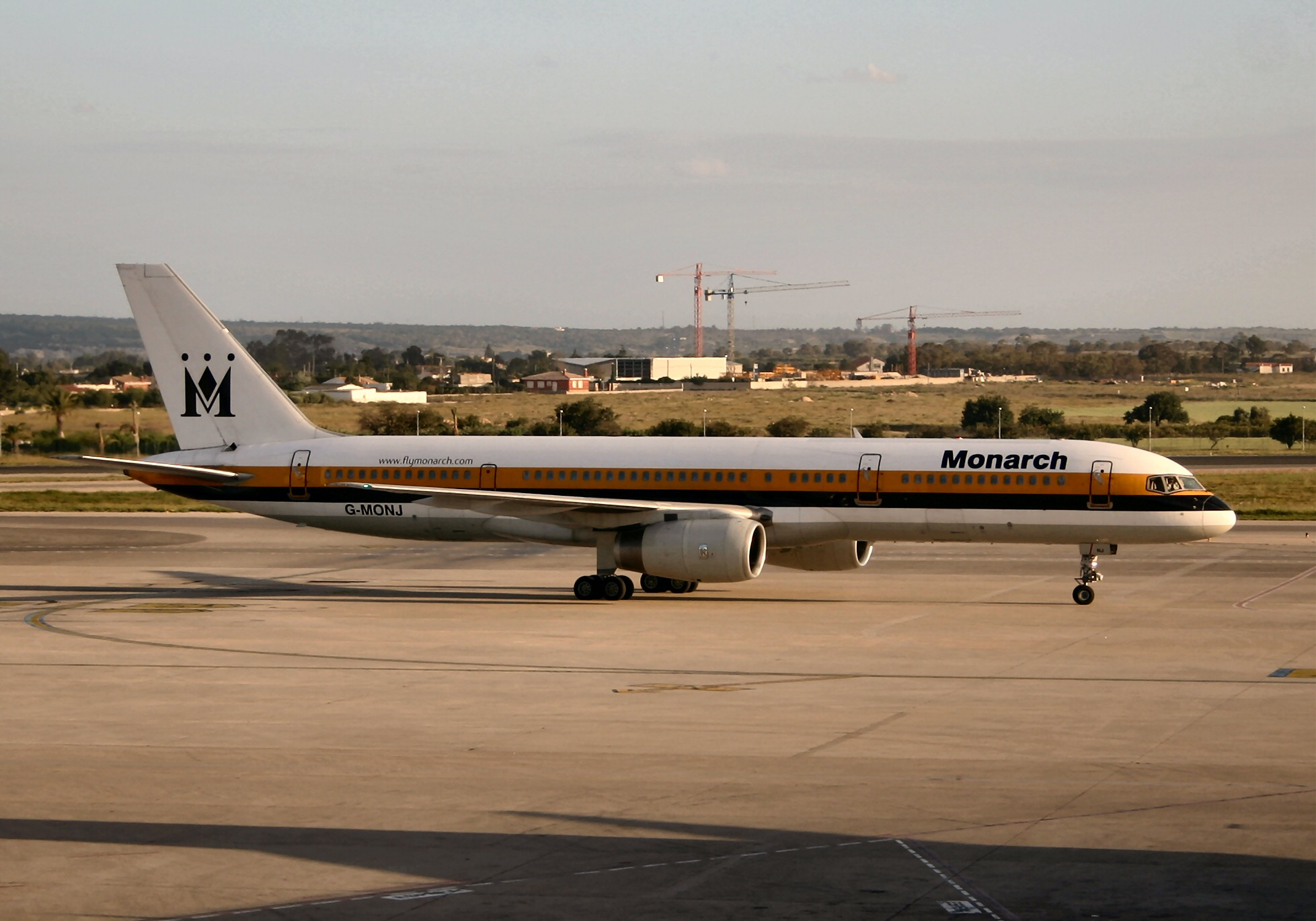
Boeing 757-200 con la antigua librea, Aeropuerto de Alicante-Elche, España.

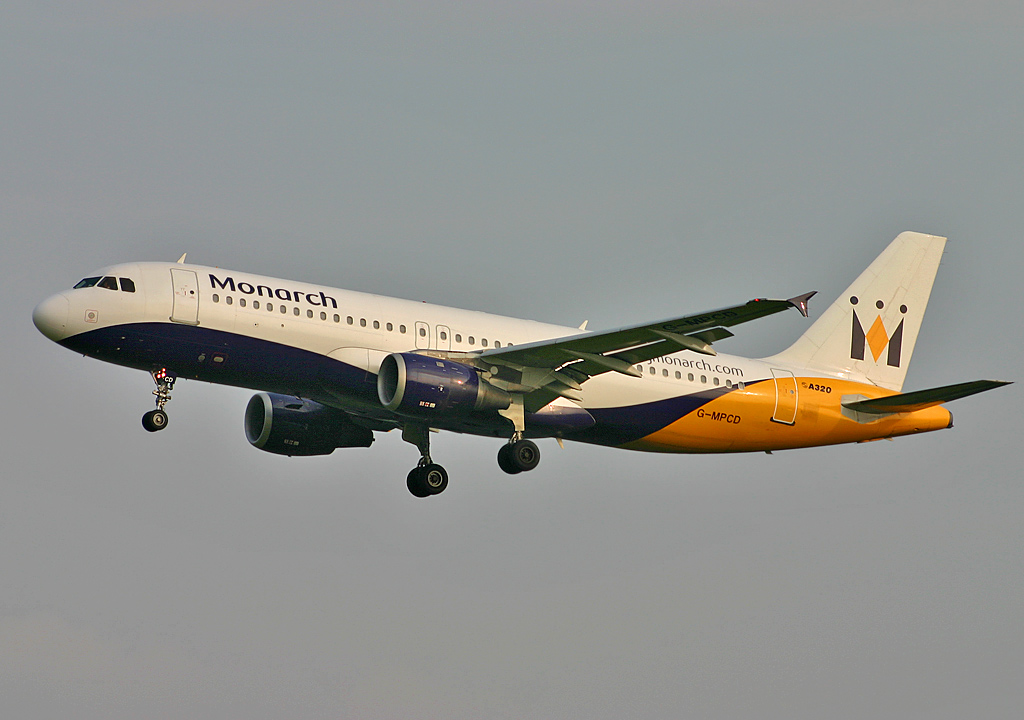
Airbus A320 en el Aeropuerto Internacional de Glasgow, Escocia.

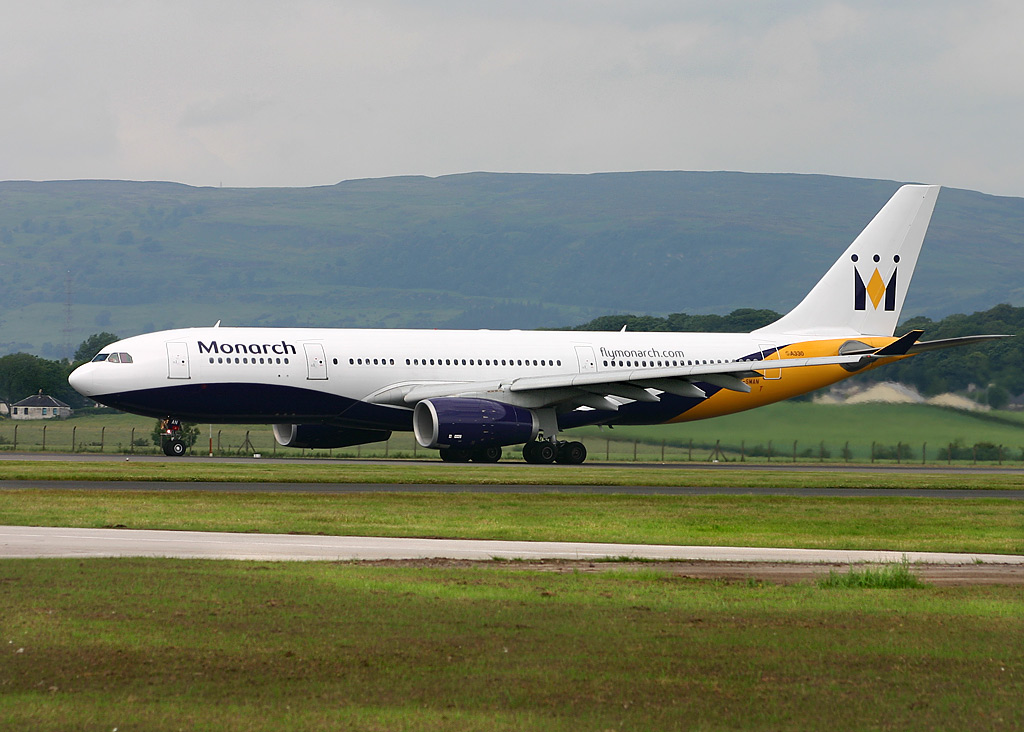
Airbus A330 en el Aeropuerto Internacional de Glasgow, Escocia.

Monarch Airlines fue una aerolínea británica charter y regular con base en Luton, Inglaterra. Fue una de las mayores aerolíneas chárter del Reino Unido, con operaciones a Europa, Estados Unidos, el Caribe, India y África. También efectuó vuelos chárter a muchos destinos del Mediterráneo, las Islas Canarias y Chipre. El aeropuerto de Londres-Luton era la base de operaciones principal de Monarch así como la ubicación de su sede. Los aeropuertos de Londres-Gatwick, East Midlands, Mánchester, Leeds Bradford y Birmingham-West Midlands son las otras bases de operación que tenía la aerolínea.
El 2 de octubre de 2017, la compañía anunció el cese de sus operaciones.

## Historia

### Los sesenta
Monarch Airlines fue fundada el 5 de junio de 1967 por los antiguos directores de British Eagle International Airlines Bill Hodgson y Don Peacock con financiación de las familias suizas Albek y Mantegazza, como una filial de Globus Gateway Holdings. En el momento de la concepción de Monarch, las familias Albek y Mantegazza eran las dueñas del tour operador británico Cosmos Tours, ahora Cosmos Holidays, ostentaron el control de la aerolínea y del touroperador hasta finales de 2007.
Monarch comenzó las operaciones comerciales el 5 de abril de 1968 con un vuelo chárter desde Londres-Luton a Madrid utilizando un Bristol 175 Britannia de Caledonian Airways. La flota inicial de la aerolínea comprendía dos Bristol Britannia (ambos ex-Caledonian).
En 1969, en el segundo año de operación de Monarch, los seis Britannia de la compañía transportaron a 250,000 pasajeros.

### La era a reacción y los setenta
Monarch entró en la era a reacción en 1971 cuando tres Boeing 720, adquiridos de segunda mano de Northwest Airlines por 1 millón de dólares cada uno, entraron en su flota. El primer vuelo comercial a reacción despegó el 13 de diciembre de 1971. La introducción del primero de estos aviones en la compañía coincidió con la adopción de un logotipo rediseñado.
En 1972 la compañía transportó a 500.000 pasajeros en un año por primera vez en su historia.
En 1976 Monarch había pasado a una flota de aviones a reacción exclusivamente tras la retirada en la aerolínea del último Britannia (la aerolínea retiró el último Britannia en configuración de pasajeros de servicio de aerolínea comercial en Reino Unido en 1974). Esta decisión llevó aparejada la adquisición de dos Boeing 720B de segunda mano así como un par de BAC 1-11 500, adquiridos de British Caledonian y el embargo por parte de una decisión de la Corte suprema, respectivamente.
En 1979 Alan Snudden, CBE, entró en Monarch Airlines como director ejecutivo. (Alan Snudden accedió a Monarch desde Dan-Air, donde ostentaba el mismo cargo.)
Bajo la tutela de Allan Snudden, Monarch Airlines adquirió su primer avión nuevo y pasar poco a poco a tener una flota de aviones a reacción totalmente nueva.

### Expansión en los ochenta
A finales de 1980 Monarch Airlines recibió sus primeros aviones a reacción totalmente nuevos, un par de Boeing 737-200 "Advanced", que fueron obtenidos mediante leasing operativo de Bavaria Leasing (en ese momento una sección de Hapag Lloyd Airlines). (Uno de los nuevos 737 entregados fue estacionado en el aeropuerto Tegel ubicado en Berlín oeste antes de la reunificación de Alemania durante la temporada de verano de 1981. Durante este periodo el avión con base en Berlín efectuó vuelos chárter de corto y medio alcance al Mediterráneo y las Islas Canarias bajo contrato con Flug Union Berlin, en ese momento uno de los principales operadores de Alemania Oeste.) La unión de los nuevos 737 amplió la flota de Monarch a once aviones a reacción, compuesta de un Boeing 707-320C, cinco Boeing 720B, tres BAC One-Eleven 500 y dos Boeing 737-200 "Advs".
En 1981 nuevas bases fueron inauguradas en Londres Gatwick, Glasgow, Manchester y Berlín Tegel. 1981 fue también el año en que Monarch Airlines transportó a un millón de pasajeros en un solo año, así como la primera vez que la aerolínea se convertía en cliente de lanzamiento de un nuevo avión, como resultado de un pedido directo a Boeing por cuatro 757-200 de alta capacidad, de medio radio y motorizados por los nuevos Rolls-Royce RB211-535C. Este pedido convirtió a Monarch Airlines en la primera aerolínea chárter del Reino Unido así como del resto de Europa en pedir el Boeing 757. También representó un gran cambio para una aerolínea de reducidas dimensiones. El primer 757 de Monarch fue entregado y comenzó a operar durante la primavera de 1983. Esto coincidió con la nueva librea, la tercera en la historia de la aerolínea.
Durante la primavera de 1985 la CAA premió a Monarch Airlines con licencias de operación de vuelos regulares a Málaga, Menorca y Tenerife. Esto posibilitó a la aeronaves iniciar por primera vez los vuelos regulares desde Luton a Menorca el 5 de julio de 1986, bajo el nombre de marca Monarch Crown Service.
1986 fue testigo de la adquisición por parte de Monarch del primer Boeing 737-300. Desde noviembre de 1988 cuatro de los 737-300 de Monarch fueron alquilados a EuroBerlin France, una aerolínea franco-alemana con base en Berlín Tegel donde el 51% de las acciones pertenecían a Air France y el 49% a Lufthansa. Además de sus propios aviones, Monarch Airlines también proporcionó las tripulaciones y el soporte de mantenimiento (a través de su división Monarch Aircraft Engineering) para esta aerolínea. En 1990 siete 737-300 fueron aportados a EuroBerlin mediante wet lease.
En 1988 fue el primer año en que Monarch Airlines transportó a más de dos millones de pasajeros.

### Los noventa
En 1990 Monarch Airlines introdujo el Airbus A300-600R, su primer avión de fuselaje ancho, en la flota e inauguró una nueva sede con propósito de albergar su propio simulador de vuelo del Boeing 757 en su base de Luton.
A comienzos de los noventa Monarch Airlines operó varios Boeing 767-300ER para Alitalia Team, una división de la compañía de bandera italiana, bajo un acuerdo de wet lease similar al que Monarch tenía con EuroBerlin France.
A mediados de los noventa Monarch Airlines introdujo el primer avión de la familia Airbus A320 en su flota. Su introducción tenía como objetivo reemplazar a los 737-300.
En 1998 Monarch Airlines alquiló dos McDonnell Douglas MD-11 de World Airways para sus operaciones de largo radio mientras esperaba la entrega de un par de Airbus A330-200 nuevos. Tras la llegada de los dos A330 en 1999, Monarch devolvió los MD-11 a World Airways. El nuevo A330 permitió a Monarch operar vuelos chárter de largo radio en configuración de dos clases, por primera vez en la aerolínea.

### Los 2000
En 2000 Monarch presentó su página web flymonarch.com (después monarch.co.uk).
El único McDonnell Douglas DC-10 (un avión de la serie 30) en la flota de la aerolínea fue retirado de servicio en 2002 y la sección frontal del aparato donada a Manchester Airport Aviation Viewing Park. En 2002 Monarch también presentó una nueva librea; la cuarta de la aerolínea, y la compañía transformó su división de vuelos regulares Monarch Crown Service en Monarch Scheduled. Monarch Scheduled continuó ofreciendo un producto de todo incluido, incluyendo el cáterin, bar, toallas calientes, periódicos y entretenimiento de a bordo.
Tras el éxito de las aerolíneas de bajo coste, como easyJet, en 2004 Monarch decidió adoptar un servicio de bajo coste adaptado presentando comida y bebida; elección de asiento y entretenimiento de a bordo de pago. Desde noviembre de 2007, Monarch ha impuesto tarifas a los pasajeros que facturen equipaje, al igual que otras aerolíneas de bajo coste.
En 2005 Monarch alquiló un Boeing 767-300ER, anteriormente operado por MyTravel Airways, para ampliar su flota de largo radio, tras la imposibilidad de hacerse con A330s adicionales en el mercado global de aviones debido al incremento de demanda a Airbus por su más popular avión.
En noviembre de 2005, Monarch añadió vuelos regulares desde Aberdeen, Newquay y Blackpool a Málaga. El vuelo desde Newquay fue cancelado en 2006, tras la inclusión de una tasa de desarrollo que requería a los pasajeros en salida abonar cinco libras adicionales al aeropuerto. Los vuelos regulares desde Blackpool a Málaga también fueron cancelados.
Durante este periodo Monarch añadió un Airbus A321 adquirido de BMI a su flota. Este avión tiene su base en Mánchester y es utilizado en vuelos regulares desde el aeropuerto. Monarch está continuamente ampliando su presencia regular en Mánchester desde hace unos pocos años convirtiendo al aeropuerto en el segundo mejor de la aerolínea en cuanto a tráfico de pasajeros (1,72 millones en 2005). Según las estadísticas de la CAA, el número total de pasajeros de Monarch se ha incrementado de 4,54 millones en 2002 a 5,35 millones en 2005. A finales de 2007, la página web de la compañía sostiene que la aerolínea transporta a más de seis millones de personas anualmente a más de cien destinos en todo el mundo.
En agosto de 2006 Monarch pidió seis Boeing 787-8 "Dreamliner", para ser usado en aerolíneas de largo radio. La entrega estaba previsto que comenzara en 2010, sin embargo, los retrados del proyecto del 787 implican que la entregas no comenzarán hasta 2011 como pronto. Este avión será el núcleo central de la flota de la aerolínea en el futuro, reemplazando a la flota de medio-largo radio existente consistente en una mezcla de aviones Airbus A300 y Airbus A330 así como Boeing 767.

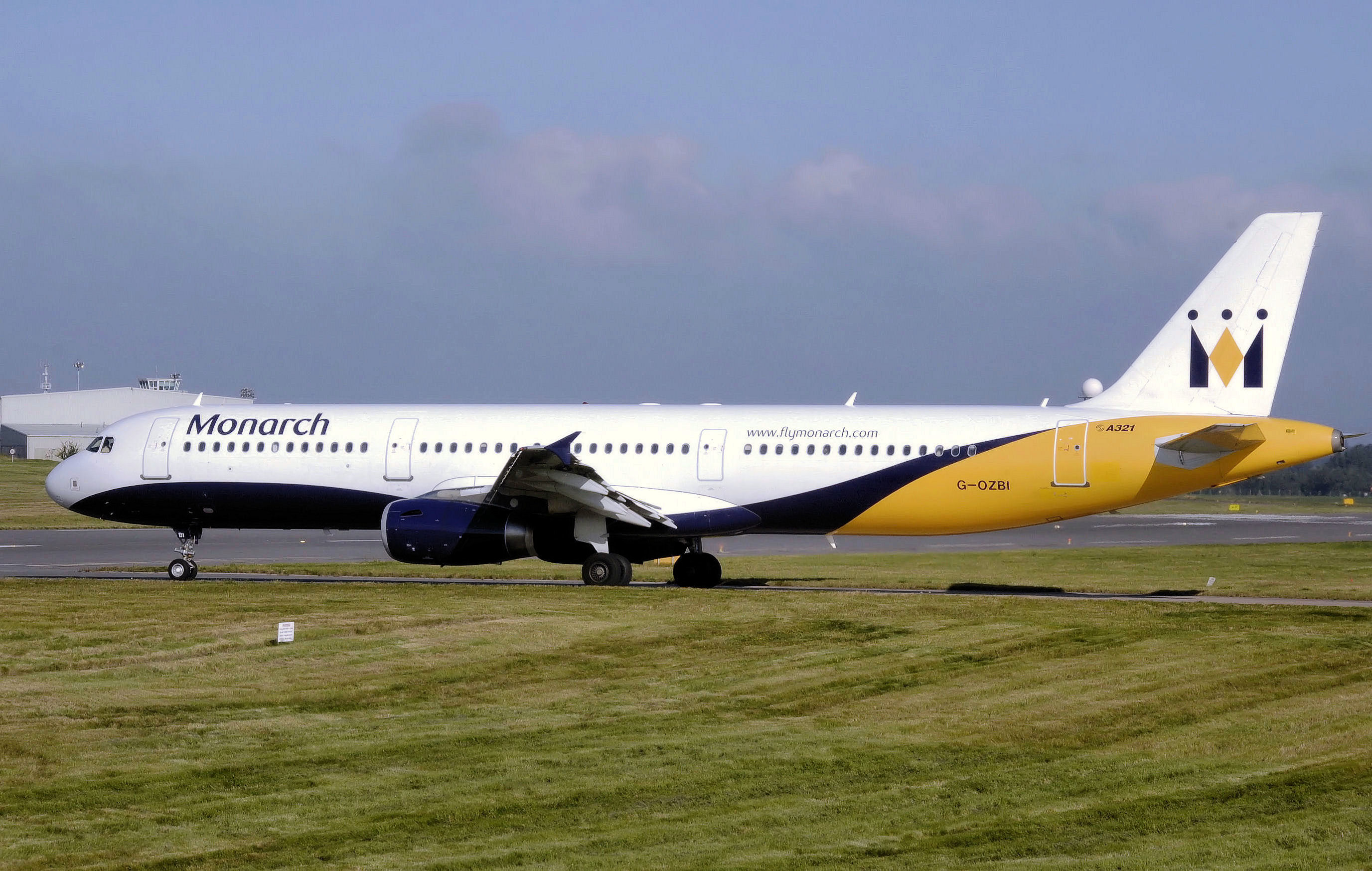
Airbus A321-200 rodando en el Aeropuerto Internacional de Birmingham.

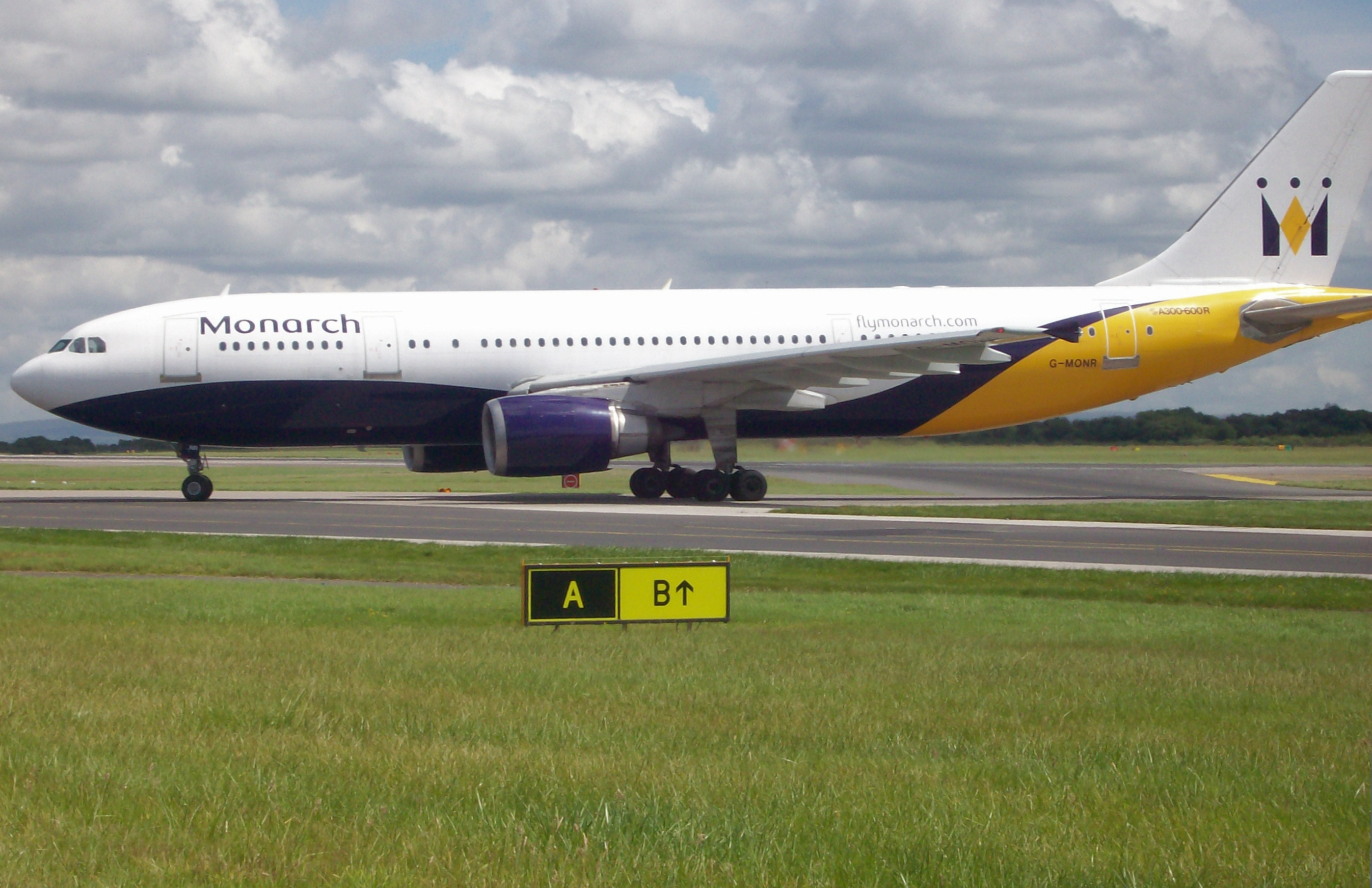
Airbus A300B4-605R en el Aeropuerto de Mánchester.

El 27 de abril de 2007 Monarch Airlines comenzó a volar a Ibiza mediante un acuerdo con HedKandi, nombrando a la alianza "FlyKandi". Uno de los Boeing 757 de Monarch (registro G-MOND) recibió una librea especial de FlyKandi con títulos de FlyKandi y un motivo especial en la cola. La alianza con HedKandi concluyó al final de la temporada de verano de 2007, con vuelos a Ibiza vendidos desde cuatro aeropuertos importantes del Reino Unido. Fue renovado de nuevo para la temporada de verano de 2008, ofreciendo los mismos vuelos. Un Boeing 757 diferente (registro G-MONJ) es pintado con una nueva librea de FlyKandi.
A finales de 2007, Monarch Airlines es la única superviviente entre las principales aerolíneas independientes del Reino Unido de los sesenta, setenta, ochenta y comienzos de los noventa que todavía utiliza su nombre original.

### 2016: incertidumbre
En el verano de 2016, los diarios se hacían eco de una posible bancarrota de la aerolínea. La Civil Aviation Authority contrató a United Airlines para enviar varios Boeing 747-400 por si fuese necesario rescatar a los clientes. Finalmente Monarch consiguió la financiación necesaria pocas horas antes de que le expirase el certificado de operador, continuando sus operaciones con normalidad.

### 2017: Bancarrota
El 2 de octubre de 2017, anunció el cese de todas sus operaciones, cancelando 300.000 reservas y dejando desamparados a más de 110.000 viajeros por el mundo sin poder regresar a sus casas. La plantilla contaba con 2000 trabajadores. Ante tal situación, la Civil Aviation Authority del Reino Unido contrató y organizó vuelos chárter para repatriar a todos los viajeros, que se encuentran en España, Portugal, Francia, Italia, Croacia, Suecia, Grecia, Chipre, Turquía e Israel.

## Destinos de Monarch Airlines
Monarch ofrecía vuelos desde las ciudades británicas de Londres (Luton y Gatwick), Mánchester y Birmingham entre otras, a Menorca, Mallorca, Ibiza, Alicante, Barcelona, Murcia, Málaga, Gibraltar, Faro, Reus, las Islas Canarias, Chipre, Grecia y sus islas (Santorini, Creta, etc.) ya fuera en vuelos chárter o regulares.

## Flota histórica
La flota de Monarch Airlines incluyó a lo largo de su historia las siguientes aeronaves:
| Aeronaves               | Total | Introducido | Retirado | Matrículas |
| ----------------------- | ----- | ----------- | -------- | --- |
| Airbus A300             | 4     | 1990        | 2014     | G-MONR, G-MONS, G-MAJS y G-OJMR |
| Airbus A320-200         | 20    | 1993        | 2017     | G-MONY, G-MPCD, G-OZBB, G-MONW, G-MONX, G-MONZ (rrg. G-OZBJ), G-MRJK, G-OZBY, G-OZBK, G-ZBAH, G-OZBW, G-ZBAP, G-OZBX, YL-LCP, G-ZBAR, G-ZBAT, G-ZBAU, G-ZBAA, G-ZBAB y G-ZBAS                                                           |
| Airbus A321-200         | 29    | 1997        | 2017     | G-OZBC, G-OZBL, G-MARA, G-OJEG, G-OZBM, G-OZBN, G-OZBD, G-OZBO, G-OZBZ, G-OZBS, G-OZBP, G-OZBE, G-OZBF, G-OZBR, G-OZBG, G-OZBH, G-OZBI, G-ZBAI, G-ZBAJ, G-ZBAF, G-ZBAG, G-ZBAK, G-ZBAL, G-OZBT, G-OZBU, G-ZBAD, G-ZBAE, G-ZBAM y G-ZBAO |
| Airbus A330-200         | 2     | 1999        | 2015     | G-SMAN y G-EOMA |
| BAC 1-11                | 4     | 1975        | 1985     | G-AWWZ, G-BCXR, G-AXMG y G-BCWG |
| Boeing 707              | 6     | 1978        | 1984     | G-BFMI, G-BHOX, N751TA, G-BHOY, G-BGCT y G-AXRS |
| Boeing 720              | 7     | 1971        | 1983     | G-BCBB, G-BCBA, G-AZFB, G-AZKM, G-AZNX, G-BHGE y G-BBZG |
| Boeing 737-200          | 7     | 1980        | 1996     | OO-SBS, G-BJSO, G-GPAA, G-DFUB, G-BMON, G-DWHH y G-DGDP |
| Boeing 737-300          | 13    | 1986        | 1997     | G-DHSW, G-MONF, G-MONG, G-MONH, G-BNXW, G-MONU, G-MONT, G-MONP, G-MONN, G-MONL, G-MONM, G-BWJA y G-MONV |
| Boeing 737-700          | 1     | 2015        | 2015     | OY-JTY |
| Boeing 737-800          | 1     | 2017        | 2017     | G-ZBAV |
| Boeing 757-200          | 11    | 1983        | 2014     | G-MONB, G-MONC, G-MOND, G-MONE, EC-ENQ, G-DAJB, G-DRJC, G-MONJ, G-MONK, G-MCKE y EI-MON |
| Boeing 767-300ER        | 1     | 2005        | 2010     | G-DIMB |
| Bristol Britannia       | 12    | 1968        | 1984     | G-ANCF, G-ANCH, G-AOVH, G-AOVI, G-ARXA, G-AOVF, G-AOVG, G-AOVL, G-AOVN, G-AOVT, G-BDUP y G-BDUR |
| Lockheed L-1011 TriStar | 1     | 1997        | 1998     | TF-ABV |
| McDonnell Douglas DC-10 | 1     | 1996        | 2002     | G-DMCA |
| McDonnell Douglas MD-11 | 3     | 1998        | 1999     | N273WA, N277WA y N278WA |

## Incidentes y accidentes
- El 22 de mayo de 2002 el Boeing 757-200 G-MONC sufrió daños estructurales en la parte delantera del fuselaje en la zona del tren de aterrizaje de morro durante el aterrizaje en el aeropuerto de Gibraltar mientras efectuaba un vuelo desde el aeropuerto Luton. El piloto había utilizado una técnica incorrecta de aterrizaje, al efectuar un descenso demasiado pronunciado. Esto propició que el avión tocase primero con la rueda delantera en el aterrizaje, excediendo los límites de diseño.[35]

- El 17 de marzo de 2006 la tripulación de vuelo del Boeing 757-200 G-MONE perdió el contacto visual con la pista de aterrizaje tras sobrepasar el Punto de Decisión Visual (VDP) mientras intentaba aterrizar en el aeropuerto de Gibraltar. Durante la frustrada, la tripulación no siguió los procedimientos correctos de aproximación frustrada pero el ATC proporcionó buenas órdenes que evitaron que el avión impactase contra el suelo. La altitud más baja del avión cuando intentaba aterrizar fue de 2100 pies (El punto más alto en tierra, al sur del aeródromo, es de 1.420 pies). Tras el incidente, ATC y Monarch Airlines cambiaron sus procedimientos para reducir las posibilidades de que se repitiese algo similar.[36]